# 시실리 타이슨
시실리 타이슨(Cicely Louise Tyson, 1924년 12월 19일 ~ 2021년 1월 28일)은 미국의 배우이다.

## 영화
- 프라이드 그린 토마토
- 윈-딕시 때문에
- 헬프 (2011년 영화)
- 범죄의 재구성 (드라마)
- 하우스 오브 카드 (미국의 드라마)
- 라스트 플래그 플라잉